# Lawrence D'Orsay

Lawrence D'Orsay

Lawrence D'Orsay, född 19 augusti 1853 i Peterborough, England, död 13 september 1931 i London, England brittisk skådespelare. 

## Filmografi (i urval)
- 1915 - The Earl of Pawtucket
- 1918 - Ruggles of Red Gap
- 1922 - The Bond Boy
- 1926 - The Sorrows of Satan